# Кондель Данііл Олексійович
Данііл Олексійович Кондель (позивний «Вікінг»; 25 травня 2001, Київ — 2 квітня 2023, Хромове Бахмутський район, Донецька область, Україна) — український доброволець, український громадський активіст, спортсмен, солдат 1-ої ОМБ "Вовки Да Вінчі" (ДУК ПС) у складі 67-мої окремої механізованої бригади (ДУК ПС)  Збройних сил України, учасник російсько-української війни.

## Життєпис
Народився 25 травня 2001 року у місті Києві.
Закінчив спеціалізовану школу І-ІІІ ступенів № 307 м. Києва з поглибленим вивченням природничих наук.
Здобув кваліфікацію: ступінь вищої освіти бакалавр у Національному Університеті фізичного виховання і спорту України за спеціалізацією «Менеджмент у спортивній діяльності».

### Повномасштабне вторгнення
У свої 20 років, з початку повномасштабного російського вторгнення в Україну, добровольцем став на захист Батьківщини. Спочатку у складі добровольчого формування, а 1 травня 2022 року прийняв присягу на вірність Україні й продовжив захищати країну у складі військової частини сформованої на базі Добровольчого українського корпусу із 7-м центром ССО Збройних Сил України. Він ніколи не мріяв бути військовим, але відчував власну відповідальність й необхідність боронити рідну землю від загарбників, жодних вагань, жодних сумнівів.
У складі роти «Гонор» (командир Сергій Філімонов), що була частиною легендарного  1-го окремого механізованого батальйону «Вовки Да Вінчі» імені Героя України Дмитра Коцюбайла під командуванням Героя України Дмитра Коцюбайла, Данііл виконував бойові завдання на Ізюмському, Донецькому, Куп'янському та Бахмутському напрямках.
- З початку травня 2022 року виконував бойові завдання на Ізюмському, Донецькому напрямках
- У вересні 2022 року Данііл у складі свого підрозділу брав участь у бойових діях при масштабному контрнаступі українських військ у районі населеного пункту Куп'янськ-Вузловий, що дозволило українським військам взяти під контроль Харківську область.
- Данііл Кондель показав себе як мужній та цілеспрямований воїн. Постійно підвищував свій бойовий рівень, ділився набутими знаннями та бойовим досвідом з новоприбулими (рекрутами) у підрозділі.
- З березня 2023 року Данііл Кондель, у складі роти «Гонор» 1-ої ОМБ "Вовки Да Вінчі" (ДУК ПС) 67-ї ОМБр, виконував бойові завдання біля с.Хромове на підступах до м. Бахмут. За цей час підрозділом було відбито всі ворожі штурми та знищено сотні штурмовиків ворога. Робота підрозділу дозволила українським військам утримувати під контролем дорогу Бахмут — Часів Яр. Ця дорога без перебільшення стала «дорогою життя» для угрупування українських військ у фортеці Бахмут.
- Не зважаючи на юність, пройшов великий бойовий шлях, Даніілу притаманні мужність та відвага, патріотизм та любов до України, готовність до виконання найскладніших бойових завдань.
- Данііл — лідер, людина із залізною дисципліною, для якої честь й справедливість мали високе значення — мужній та дисциплінований, справедливий та виважений, вчинки та слова Данііла завжди це підтверджували. Знаходячись у складних бойових умовах, він влучним словом та своєю щирою посмішкою й любов'ю підтримував побратимів, друзів та рідних.
- 2 квітня 2023 року під час виконання бойового завдання, стримуючи просування ворожих підрозділів, група наших бійців потрапила під шалений артилерійський обстріл, внаслідок чого Данііл загинув.

Данііл «Вікінг» похований м. Київ, Алея Героїв на Лісовому кладовищі

## Спортивна діяльність
Вихованець спортивного клубу “Тріумф", (дзюдо, самбо, бойове самбо), переможець багатьох змагань районного та міського рівня. Отримав розряд кандидата майстра спорту України з боротьби самбо - у майбутньому планував брати участь у міжнародних змаганнях.
Учасник Всеукраїнської дитячо-юнацької військово-патріотичної гри Сокіл — Джура (1 місце Деснянський район; Срібний призер Міський київський конкурс, 2017рік)

## Нагороди
- Кавалер Ордена «За мужність» ІІІ ступеня, указ президента України № 490/2023

## Вшанування пам'яті
- 14 жовтня 2024 року у Спеціалізованій школі №307 Деснянського району міста Києва відкрита Меморіальна дошка на честь новітнього Героя України, Данііла Конделя[1].
- 8 травня 2025 року за ініціативи Ганни Кондель відкрито Калинову Алею на честь Данііла Конделя та випускників школи, які віддали своє життя за свободу та незалежність України[2].